# Urbanística medieval

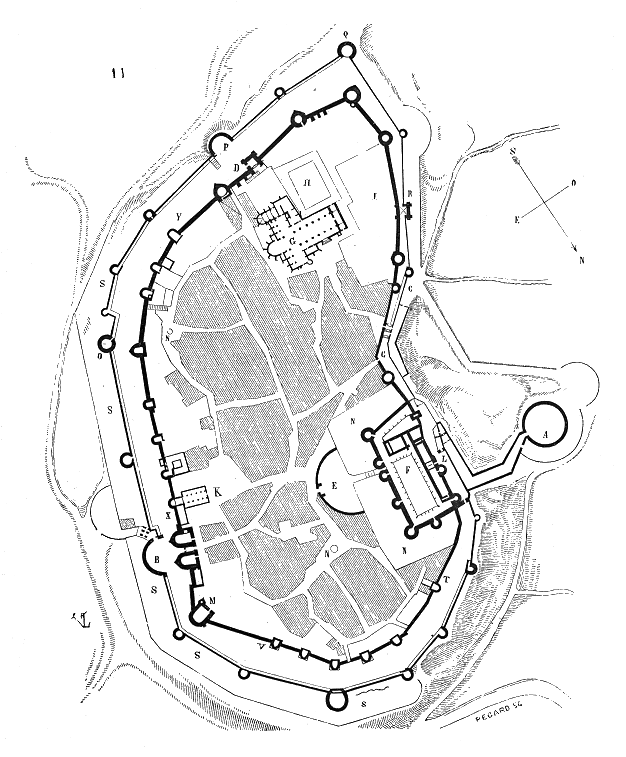
Plano de Carcassonne en el.

La urbanística medieval se refiere a la ordenación urbana existente en las ciudades durante el Medievo, que tendrán una forma urbana característica: compacta, amurallada, y con una vivienda típica, la casa gótica.
La ciudad medieval aparece como lugar cerrado dentro del paisaje agrícola y forestal, sirviendo de fortaleza defensiva y refugio de los habitantes y campesinos del entorno, a la vez que constituye el mercado del área de influencia. Estas ciudades se desarrollaron con la expansión agrícola iniciada en el siglo XII que generó prosperidad económica y favoreció los intercambios comerciales que se realizaban en núcleos urbanos ya existentes, aunque despoblados desde el fin del Imperio Romano. Estos intercambios también se llevaban a cabo en los castillos y en los monasterios del feudo, especialmente si estaban situados en alguna ruta comercial transitada o tenía puerto.
A estos centros acudían los campesinos a vender sus excedentes (cereales, frutas, carne, etc), a la vez que compraban artículos de uso cotidiano elaborados por los artesanos (herramientas, cerámica, ropa, etc). Por ello el comercio ha sido caracterizado como su función principal, y por ese motivo se requirió que hubiera disposición de plazas o espacios públicos para poder realizar tareas de mercado. Poco a poco los artesanos y comerciantes fueron estableciéndose allí, creando nuevos barrios llenos de talleres y establecimientos de artesanos y mercaderes denominados burgos, por eso a los habitantes de estas nacientes ciudades se les llamaban burgueses. Es así que la burguesía con el tiempo logra constituir una nueva clase social cuya riqueza no está ligada a la posesión de tierras pero, con el paso del tiempo, algunos de ellos se fueron haciendo ricos y prósperos, lo que hizo que a su vez acumularan más poder. Este hecho hizo que se produjera dentro de esta clase social una división.
Las ciudades medievales estaban rodeadas de altas murallas para su protección y algunas contaban con una fortaleza construida dentro del recinto de la ciudad conocida como ciudadela. En sus puertas se cobraban los impuestos sobre las mercancías que entraban en la ciudad. Las puertas se cerraban por la noche pero por el día permanecían abiertas. Los edificios más destacados eran la catedral, la casa consistorial, la universidad, la lonja, las Iglesias y conventos,  las hospederías, los hospitales y los palacios de algunos nobles y burgueses. La ciudad se dividía en barrios, cada uno con su propia parroquia. Disponían de un gran espacio abierto, la plaza del mercado, donde los comerciantes y campesinos instalaban sus tenderetes y en el que tenían lugar los principales acontecimientos de la ciudad: las representaciones de los artistas, las celebraciones festivas y los ajusticiamientos. El resto del espacio estaba ocupado por un enjambre de viviendas que propiciaban calles estrechas y tortuosas, tras las cuales, se encontraban pequeños huertos y corrales.
El ambiente de las ciudades era insalubre en general, pero variaba dependiendo de cada ciudad. Algunas ciudades y villas estaban empedradas y pavimentadas, era muy común el pavimento de canto rodado y adoquines, unas pocas ciudades continuaron la tradición romana del opus spicatum como se puede ver en la Piazza del Campo de Siena, otras no contaban con pavimento en absoluto y las calles se encontraban totalmente embarradas. Los desperdicios se arrojaban en vertederos extramuros conocidos como vaciaderos. La red de saneamiento consistía en una serie de canales, unas veces cubiertos con losas y otras al descubierto, que servían tanto para canalizar las aguas residuales como para drenar el agua de lluvia hacia cuerpos de agua fuera de la ciudad, como ríos o lagos. En algunas ciudades se siguieron utilizando las cloacas, acueductos y baños de origen romano. Por las ciudades correteaban también los animales domésticos (gallinas, cerdos, etc.) que poseían algunos habitantes. Por todo esto, las enfermedades eran frecuentes. Muchas viviendas contaban con estructuras o elementos de madera lo que sumado al uso de velas para la iluminación producía numerosos incendios.
Un ejemplo de la ciudad medieval es la ciudad de Angers, dónde la muralla del Imperio Bajo ha sido edificada al final del siglo III o al principio del siglo IV, cercando un sector incluyendo la catedral, la residencia del obispo, el forum antiguo (mencionado en funcionamiento por las Fórmulas de Angers del siglo VI y probablemente un centro de poder - el conde de Angers residía allí muy antes de 851. La ciudad de Angers ha formado el núcleo del desarrollo urbano, alrededor del cual los barrios se han desarrollado.

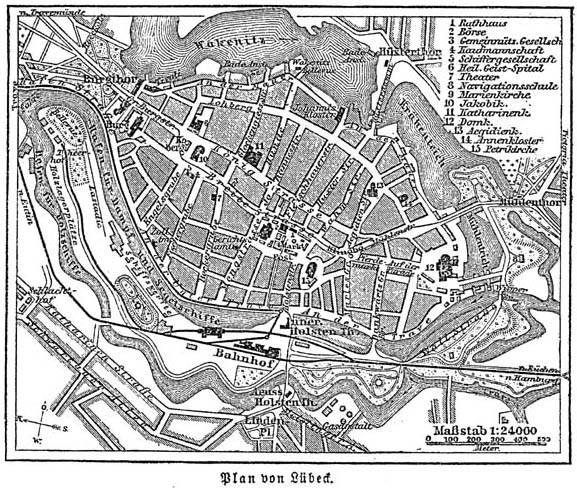
Casco medieval de Lübeck.

## Alta Edad Media

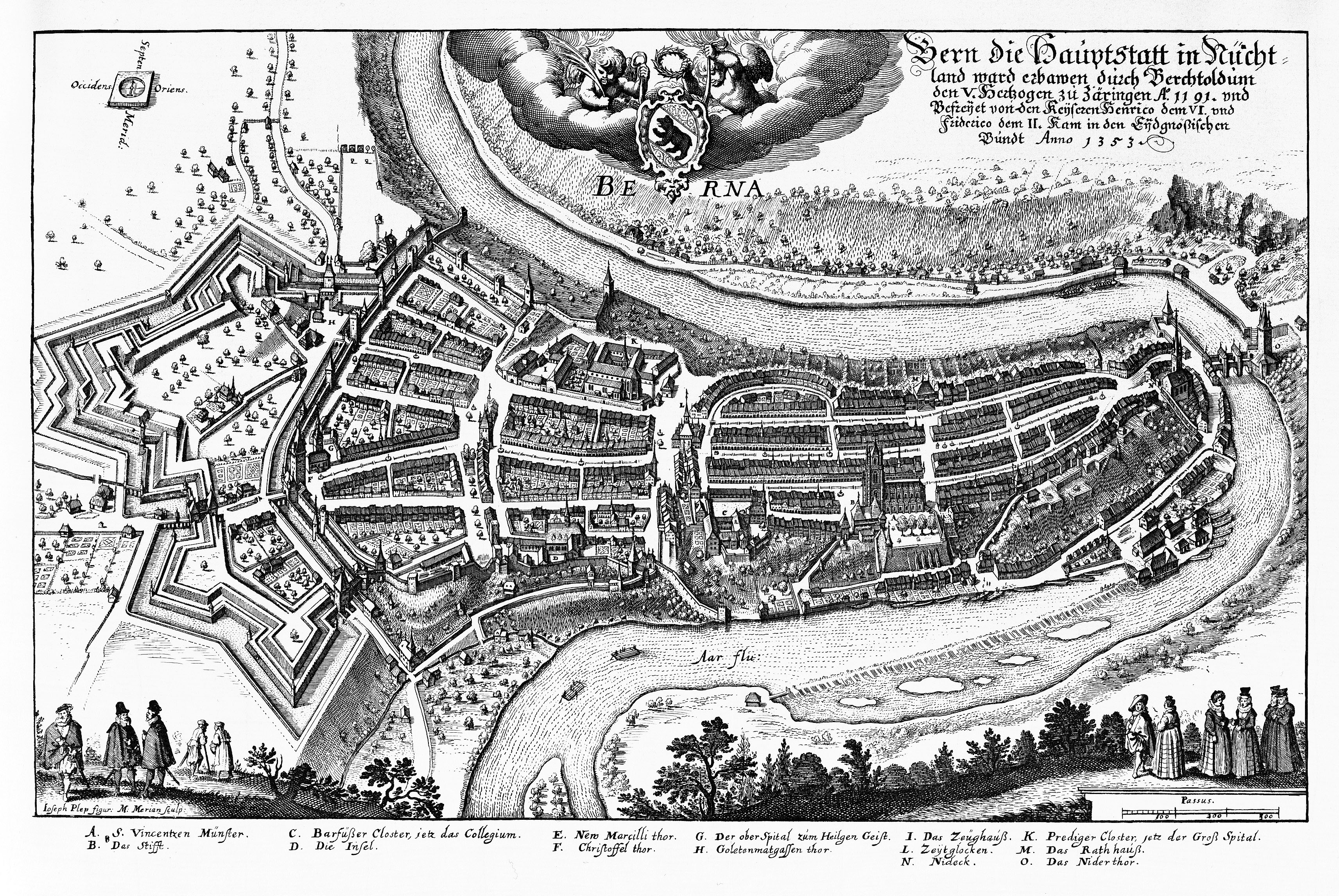
Plano de Berna donde se observa la calle principal (Gerechtigkeitsgasse) y las ampliaciones de la muralla.

Durante la Alta Edad Media, caracterizada por las sucesivas oleadas de invasiones que se sucedieron hasta el siglo X (germanos, musulmanes, vikingos, húngaros), continuó el proceso de ruralización, que se remonta a la crisis del siglo III y se impone el feudalismo. La principal autoridad en las decaídas ciudades romanas fue la del obispo. En cambio, en la Europa bárbara, a la que no llegó el Imperio Romano, tiene lugar en estos siglos una lenta extensión de las formas propias de la civilización romana-cristiana, y el surgimiento de nuevas ciudades.
Por regla general, en los alrededores del siglo IV, las ciudades antiguas han conocido una retractación de su dominio espacial a dentro de un sector fortificado (el castrum), que contenía los centros políticos (forum, curia...) y religiosos (catedral, residencia episcopal), a veces la sede de la autoridad civil.
En el burgo surgen actividades distintas a las agrícolas, florece una economía monetaria y la especialización de los trabajos (gremios). La ciudad es ahora un marco heterogéneo donde el hombre rural se libera de su dependencia ancestral (servidumbre feudal), gracias al anonimato (Stadtluft macht frei -el aire de la ciudad te hace libre-) y a las posibilidades que ofrece la ciudad como centro de producción de los distintos saberes de la época. Las universidades jugaron a partir de los siglos XII y XIII un papel destacado en el desarrollo de la cultura en las ciudades, lo que se refleja en los conjuntos urbanos que aparecen junto a ellas.

## Baja Edad Media

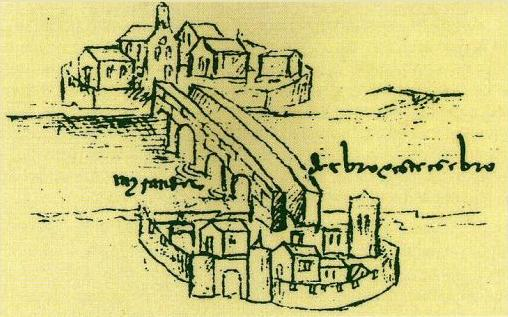
Representación de la villa medieval y fortaleza de Miranda de Ebro (1487 y 1497).

Las ciudades más prósperas de la Baja Edad Media debieron su desarrollo al comercio a larga distancia, que reconstituyó sus rutas a partir de las Cruzadas y el avance de los reinos cristianos frente a los musulmanes en la Reconquista española y el sur de Italia (normandos en Sicilia). Eso permitió que ciudades-estado del norte de Italia como Venecia, Pisa y Génova experimentaran un gran auge, y de forma similar otros puertos del Mediterráneo Occidental como Nápoles, Barcelona, Valencia o Marsella.
Constantinopla siguió siendo la ciudad cristiana más poblada e importante, por delante de las más modestas capitales occidentales, de las cuales las mayores eran Roma y París. En el norte de Europa se desarrollaron las ciudades hanseáticas del Báltico y el Mar del Norte (Hamburgo, Lübeck) que llegaban en su influencia hasta el sur de Inglaterra (Londres) y las ricas ciudades de Flandes (Brujas, Amberes); que a su vez se conectaban por el Rin (Colonia, Basilea) y las ferias de Champaña con Milán y el resto de las ciudades italianas.
El control del estrecho de Gibraltar permitió la ruta marítima que conectaba el núcleo italiano con el flamenco a través de Sevilla, Lisboa y los puertos castellanos del cantábrico (Santander, Laredo, Bilbao), conectados a través de Burgos al interior de la Meseta, donde se abrieron rutas paralelas a las de la Mesta (Valladolid, Segovia, Toledo) y las ferias de Medina del Campo.
Por su parte, la ciudad islámica se caracteriza por su carácter privado. Las calles de formas irregulares e intrincadas, parecen ocultar la ciudad al visitante. Algo muy particular de la ciudad islámica es que la vida de sus habitantes, transcurre dentro de sus casas. Estas ciudades suelen estar amuralladas y contienen un núcleo principal constituido por la “Medina”, donde se sitúa la Mezquita mayor y las principales calles comerciales. A continuación se hallan los barrios residenciales y por último los barrios del arrabal, diferenciados por actividades gremiales. Otros elementos de interés de la ciudad islámica son los baños, el zoco y los jardines palaciegos.

## De la ciudad medieval a la ciudad renacentista: Florencia

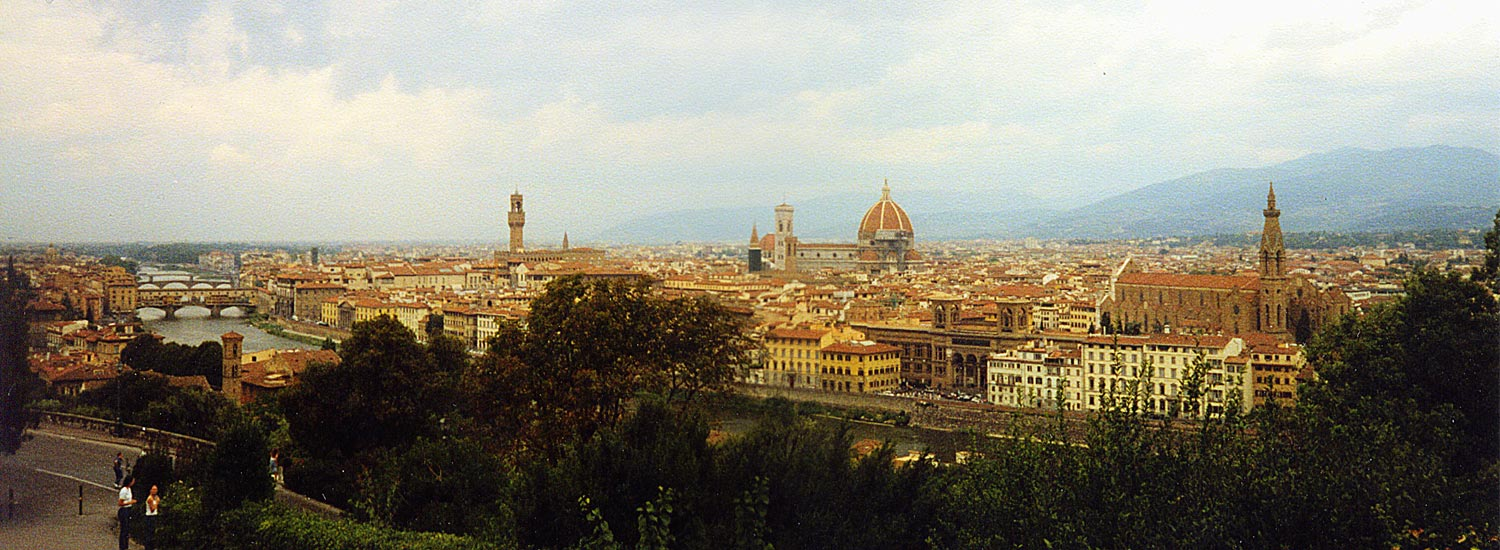
Vista global de Florencia.

Florencia había sufrido una fuerte contracción de su extensión tras la caída del Imperio romano. En el período carolingio se expandirá, llegando a extender cinco veces sus murallas, y construyendo multitud de puentes sobre el Arno. Con la aparición de las órdenes mendicantes se revalorizarán los edificios religiosos existentes y se construirán otros nuevos fuera de las murallas, alrededor de los cuales crecerán núcleos urbanos, que quedarán encerrados en las sucesivas ampliaciones. Serán estas órdenes religiosas las que se conviertan en promotoras de la edificación en los terrenos vacantes. En esta época, la Comuna Florentina empezará a promover los espacios públicos (calzadas, calles, plazas, catedrales...) estableciendo comunicación entre los elementos importantes de la ciudad. Así, se llevará a cabo una planificación urbanística en torno a dichos elementos, buscando el mayor aprovechamiento de las fincas para obtener el mayor rendimiento económico. A partir de aquí se llevarán a cabo los procesos constructivos más destacados: la quinta muralla, palacios, plazas, nuevas vías... coincidiendo con los comienzos del Renacimiento.

## Condicionantes de la ciudad medieval
La aparición de la ciudad medieval vendrá dada por una serie de condicionantes.
El feudalismo: los miembros de la sociedad feudal se agrupan de forma jerárquica. Para mantener la protección tanto económica y social como militar en las pequeñas industrias agrícolas de los señores feudales se establecen pequeños núcleos urbanos.
La Iglesia: las ciudades medievales se agruparán también en torno a sedes episcopales y monasterios. No lo harán con una planimetría definida, sino que dependerá de la importancia del asentamiento religioso.
El comercio: con el resurgimiento del comercio, sobre todo en el norte de Italia (Florencia, Pisa, Siena...) y en la Liga Hanseática, resurgirá también la vida urbana. Aparecerán también ciudades en la costa mediterránea debido a las rutas comerciales con Oriente, y en Centroeuropa. Con la aparición de las rutas comerciales, se crean ciudades-peaje donde la burguesía comercial podía desarrollar su labor, separadas entre sí, no más de un día de viaje para estar comunicadas.
De entre todas las ciudades de Europa occidental, la primera donde vuelve a surgir el comercio, después de la caída del imperio romano y tras paréntesis que supusieron las invasiones de hordas musulmanas en el siglo VIII, es Venecia. Son destacables las implicaciones de carácter humano. Las ciudades no se hubieran creado, no habrían pasado de aldeas compuestas por siervos dedicadas al cultivo y la ganadería para los señores de la tierra, si el comercio no hubiera florecido.
El gobierno de las ciudades

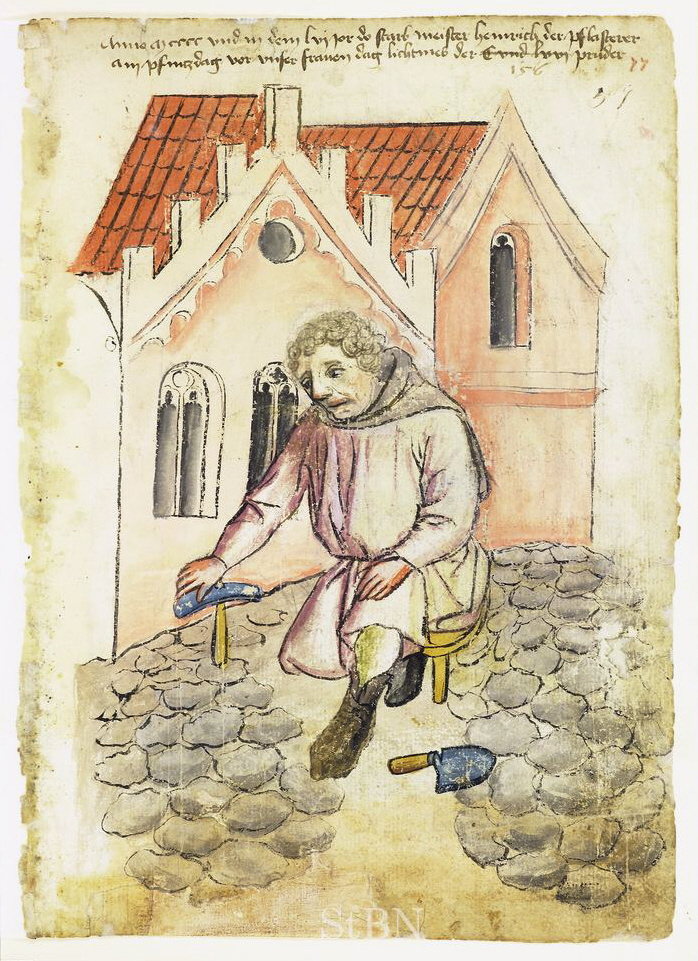
Un albañil pavimentando un suelo con adoquines, Francia,.

Los burgueses tenían algunas aspiraciones:
- Poder organizar ellos mismos las ciudades y su gobierno
- Librarse del dominio de los señores feudales.
- Tener libertad para viajar, hacer negocios y de desarrollar actividades comerciales
- Tener propiedades, posibilidad de heredar y libertad para poder casarse con quien quisiera.

Las cartas de privilegios
Los monarcas, a los que les interesaba reducir el poder feudal, apoyaban a los burgueses por lo que les concedieron cartas de privilegio, también llamadas de franquicia o fueros, que eran unos documentos que fijaban sus libertades y los liberaban del sometimiento al señor feudal. A cambio, la ciudad pagaba unos impuestos al rey que este utilizaba para sufragar sus luchas contra la nobleza y para aumentar sus dominios.

## La forma urbana
Sean de origen espontáneo o planificado, tienen una tipología edificatoria común, distinguiéndose en ellas las siguientes partes:
Muralla

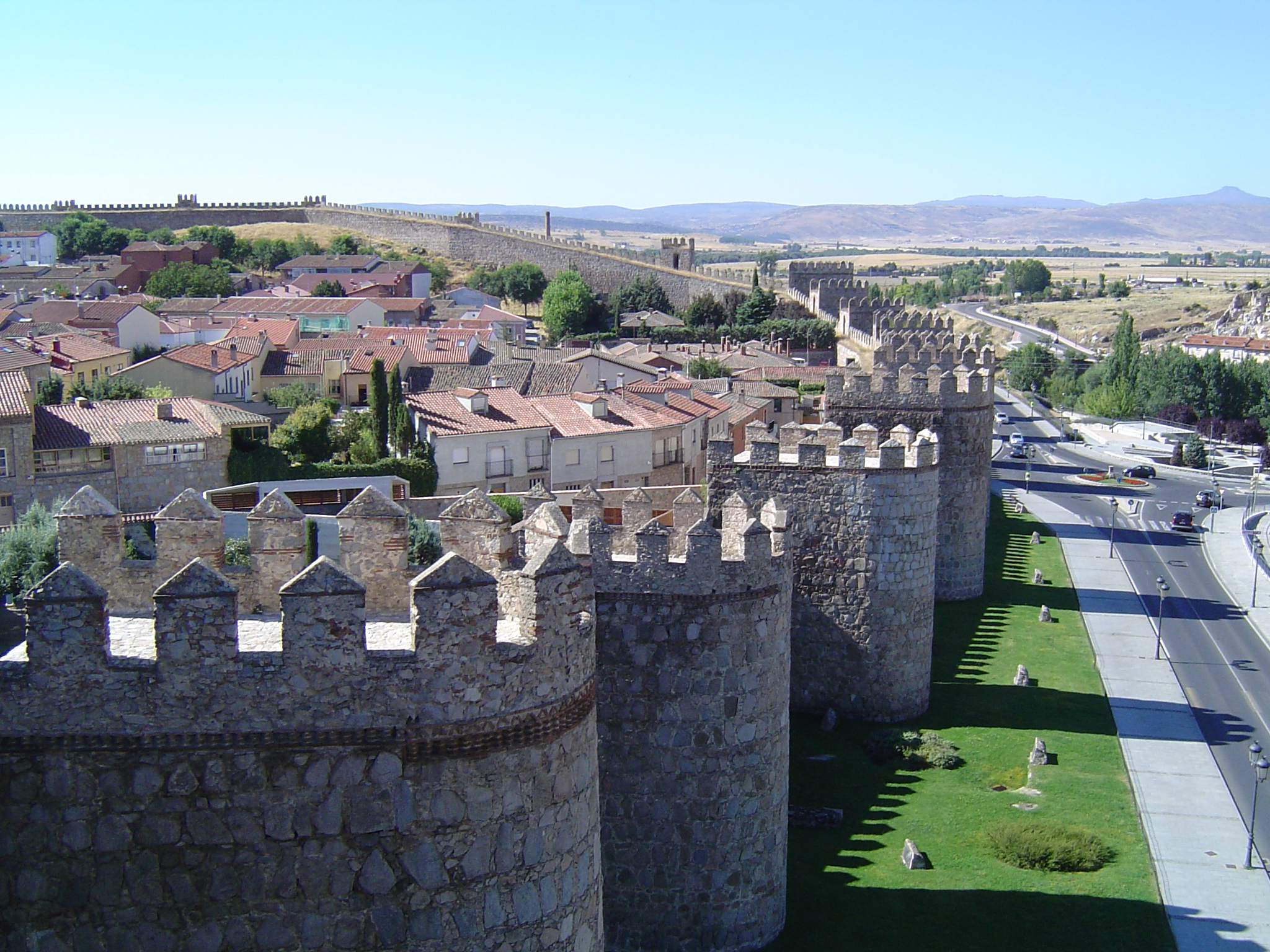
Murallas medievales de Ávila.

La muralla es el elemento delimitante de la ciudad, y crea en su interior un ámbito legal y jurídico. Si la ciudad crece, la muralla puede expandirse, en anillos concéntricos. Poseía dos funciones: una función militar defensiva y otra, la económica, al cobrarse aranceles en las puertas. 
En el siglo XIII aparecen conventos fuera de las murallas, alrededor de los cuales se crearán nuevos barrios. En el siglo XVI, al normalizarse el uso de la pólvora, se construirá otro tipo de muralla, siguiendo la llamada traza italiana.
Mercado

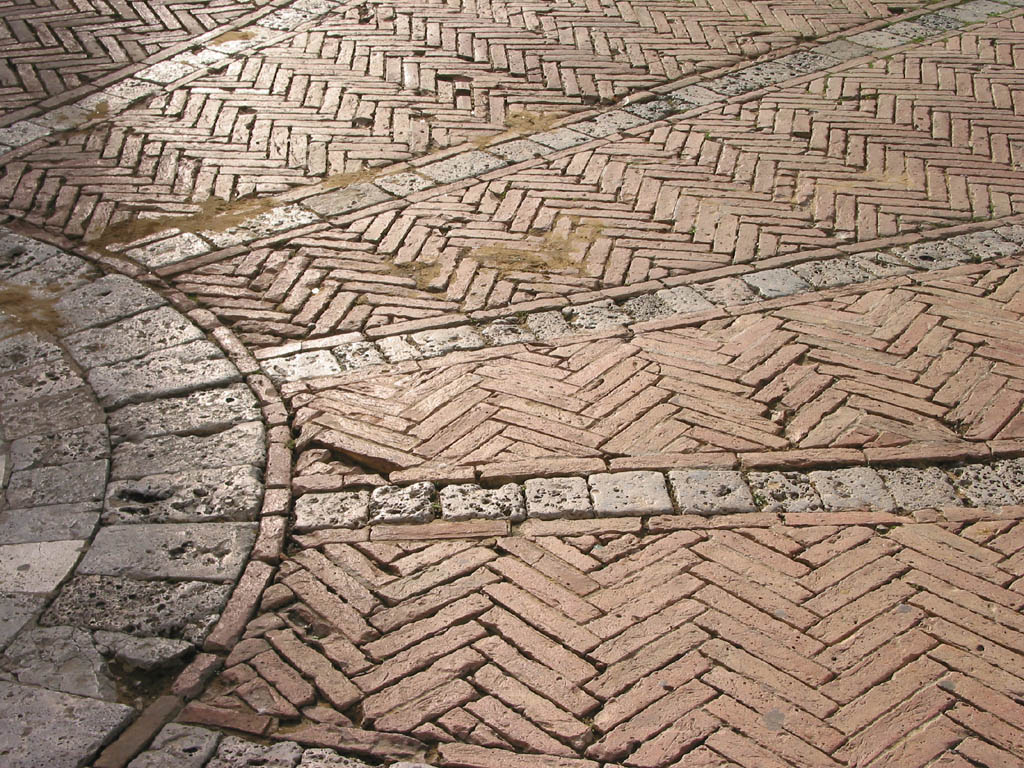
Opus spicatum en la Piazza del Campo'".

Todo el viario de la ciudad era un mercado, habiendo especialización gremial por zonas o calles (zapateros, plateros...). No obstante, la actividad comercial se intensificará en algunas plazas, porticadas, en las que podrán coincidir varios gremios, dando lugar a la plaza del mercado.
Iglesia
La iglesia es el segundo polo de la ciudad, junto con el mercado. La ciudad medieval se caracteriza por la bipolaridad de la plaza del mercado y la plaza de la iglesia, aunque no entran en conflicto entre ellas, al ser una de ellas únicamente comercial y la otra solamente social.
La masa de viviendas
Las viviendas se agrupan en extensas manzanas de casas estrechas alineadas, entre medianeras y con un huerto hacia atrás. Así, estas grandes manzanas cuentan con enormes huecos interiores dedicados a cultivos hortícolas. Habitualmente, las huertas tienen acceso a un camino de servicio que transcurre por el interior de la manzana en paralelo a las calles que la delimitan.
La parcela típica será la parcela gótica, que se caracteriza por su estrechez (de 3 a 5 metros), debida al sistema constructivo de la vivienda tradicional: las vigas, de madera, no permitían alcanzar grandes luces, por lo que los muros de carga no pueden estar muy separados entre sí.
La casa medieval era, como los hogares modernos, el centro de la vida familiar para todas las clases de la sociedad europea. Sin embargo, en contraste con el hogar de hoy en día, consistía en muchos más individuos que la familia nuclear. Desde la casa del rey hasta la más humilde vivienda campesina, parientes más o menos lejanos y un número variable de sirvientes y dependientes cohabitaban con el amo de la casa y su familia inmediata. La estructura de la casa medieval se disolvió en gran parte por el advenimiento de la privacidad en la Europa moderna temprana.

## Clasificación de las ciudades

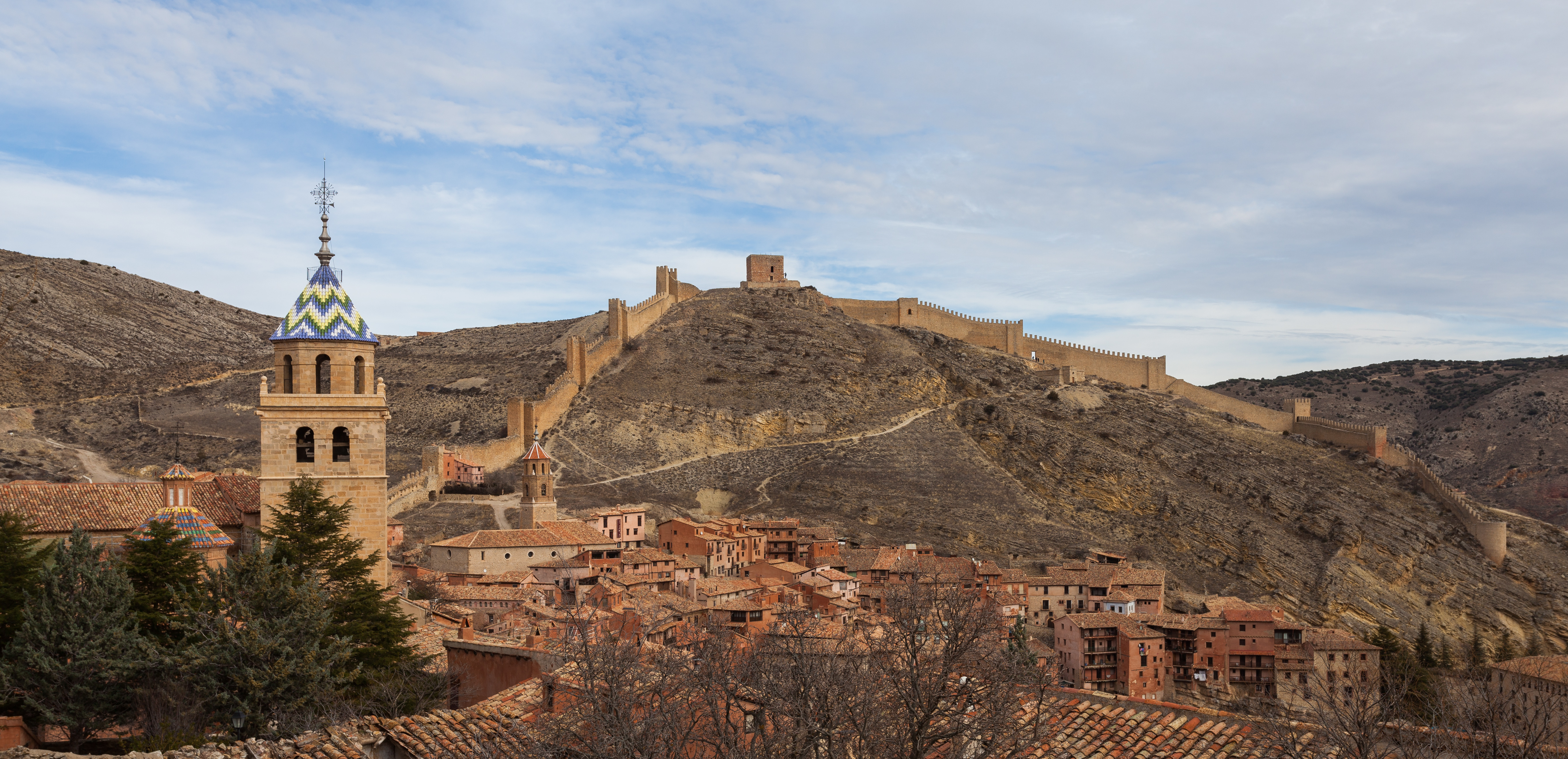
Ciudad medieval de Albarracín, España.

En función de su forma urbana, se puede establecer una clasificación:
Ciudades de crecimiento orgánico
Pueden surgir de asentamientos romanos (Londres, Barcelona...) o aldeas cerradas. Crecen espontáneamente respondiendo a un patrón orgánico e irregular, adaptándose al terreno.
Ciudades de nueva planta
En la Europa medieval se fundaron multitud de ciudades planificadas por diferentes motivos.
- Bastidas: las bastidas son pequeños núcleos rurales en torno a grandes ciudades pensados para maximizar la explotación agrícola de un territorio. Se desarrollarán fundamentalmente en el sur de Francia (Conques, Monpazier...), fruto del acuerdo entre un señor feudal, que proporcionaba el territorio, y la corona de Francia, que proveía la población. El trazado del viario será reticular, adaptado al territorio, por lo que pocas veces será regular. Para promover su ocupación, los señores feudales ofrecen incentivos como la parcela edificable y la posibilidad exclusiva de mercadear en el interior y explotar los terrenos de cultivo. Una de cada tres bastidas tendrá función militar; no obstante, ya que son asentamientos agrícolas, sólo una pequeña parte de la población se dedicará a su defensa. Como en todas las ciudades de la época, estarán presentes la plaza del mercado y la iglesia, y estarán cerradas con una muralla.
- Ciudades de los Zähringen: otro tipo de ciudades planificadas, que crean los duques de Zähringer entre 1122 y 1218 en Suiza (Zúrich, Friburgo, Berna...), con carácter comercial. Se asientan sobre las rutas principales, en torno a un elemento principal que no será la plaza, sino la calle-mercado. Esta calle, de más de veinte metros de ancho, recorrerá la ciudad desde una puerta hasta la otra, creando el antecedente de la ciudad lineal del siglo XX. La parcela tipo impondrá el modelo de tributación y planeamiento urbano, estableciendo como unidad de medida el área, equivalente a cinco parcelas (516 m²). La fortaleza se separa de la ciudad y se sitúa en la muralla.
- Ciudades alemanas en cruz: se retoma el método romano de trazar las ciudades con cardo y decumano, dotando al trazado en cruz del simbolismo de la cruz cristiana.